# جيمس دبليو. هايت
جيمس دبليو. هايت (بالإنجليزية: James W. Hyatt)‏ هو سياسي أمريكي، ولد في 19 سبتمبر 1837 في نوروولك في الولايات المتحدة، وتوفي بنفس المكان في 12 مارس 1893. حزبياً، نشط في الحزب الجمهوري والحزب الديمقراطي. وقد انتخب Treasurer of the United States ‏ وانتخب عضو مجلس ولاية كونيتيكت وانتخب عضو مجلس نواب كونيتيكت.